# ضيق التنفس الليلي الانتيابي
ضيق التنفس الليلي الانتيابي (بالإنجليزية: Paroxysmal nocturnal dyspnoea) هو نوبة مفاجئة من ضيق النفس الشديد والسعال التي تحدث عادة في الليل مسببة إيقاظ الشخص من نومه بسبب انقطاع التنفس لفترة طويلة بما يكفي ليسبب ضيق التنفس الانتيابي. غالباً ما تستمر أعراض السعال والصفير بالرغم من أنّه قد يتم التخفيف من حدة ضيق التنفس البسيط عن طريق الجلوس في وضع مستقيم على جانب السرير مع الساقين المتدلية.

## آليات
يحدث ضيق التنفس الليلي الانتيابي جزئياً بسبب انخفاض التنفس المركزي أثناء النوم الذي يحدث عندما لا يقوم المخ بإرسال الإشارات الملائمة إلى العضلات التي تتحكم في التنفس، الأمر الذي يقلل من ضغط الأكسجين الشرياني خاصة عند المرضى الذين يعانون من انخفاض الامتثال الرئوي ومرض الرئة الخلالي.
كما هو الحال في ضيق التنفس الاضطجاعي. في الوضع الأفقي يوزع حجم الدم من الأطراف السفلية إلى الرئتين. في الأفراد الطبيعيين، يكون تأثير ضيق التنفس الاضطجاعي قليل على الرئتين. أما في المرضى الذين لا يتمكنون من ضخ حجم إضافي من البطين الأيسر بسبب ضعف البطين الأيسر، يكون هناك انخفاض كبير في سعة الرئة مما يؤدي إلى ضيق في التنفس. إضافةً إلى ذلك، قد تكون الدورة الدموية الرئوية مثقلة بالفعل عند المرضى الذين يعانون من فشل القلب بسبب فشل البطين الأيسر. عند استلقاء الشخص، يكون البطين الأيسر غير قادر على مطابقة مخرجات البطين الأيمن الذي يعمل بشكل طبيعي مع زيادة العودة الرئوية إلى الرئتين، الأمر الذي يسبب احتقان رئوي. ينخفض الاحتقان الرئوي عندما يكون المصاب في وضعية أكثر انتصاباً، ويؤدي ذلك إلى تحسن في الأعراض.

## تشخيص
سيقوم الطبيب بمحاولة معرفة السبب الأساسي لضيق التنفس الليلي الانتيابي الخاص بالحالة. ويقوم باختبارات لتقييم القلب والرئتين عن طريق تخطيط صدى القلب والأشعة السينية على الصدر، وهي عبارة عن فحص يستخدم لتقييم جدار القلب والرئتين والصدر.

## علاج
يعتمد ضيق التنفس الليلي الانتيابي على السبب الأساسي. غالباً يكون العلاج عن طريق تزويد الخلايا بأكسجين إضافي، ومدرات البول لتقليل احتباس السوائل، وأدوية القلب لحماية القلب وتقليل معدل ضربات القلب، ومضادات ارتفاع ضغط الدم وموسعات الشعب الهوائية لعكس الصفير.